# Sungairujing
Sungairujing is een bestuurslaag in het regentschap Gresik van de provincie Oost-Java, Indonesië. Sungairujing telt 2726 inwoners (volkstelling 2010).